# 우석대학교 (서울)
우석대학교(友石大學校)는 대한민국 서울특별시 성북구에 있었던 사립 대학이다. 1938년 경성여자의학전문학교로 설립, 1957년 수도의과대학으로 교명을 변경했다가 1967년 우석대학교로 개편됐으나, 1971년 고려대학교에 합병, 폐교되었다.
재단의 빚이 감당하기 어려워지자 교육부가 나서서 인수할 재단을 물색, 고려대학교가 우석대학교를 합병함으로써 우석대학교 의과대학은 고려대학교 의과대학으로 개편되었다. 1971년 12월 8일 고려중앙학원의 병합이 승인되었고, 1971년 12월 17일 최종 폐교되었다.

## 연혁
- 1938년 김종익(金鍾翊)이 사후 유언으로 재산을 출연하고 로제타 셔우드 홀(Rosetta Sherwood Hall) 등이 참여하여 재단법인 우석학원(友石學園) 조직, 경성부 명륜동에 있던 경성여자의학강습소를 인수해 경성여자의학전문학교를 설립
- 1939년 생리학에 이종륜, 해부학 나세진 교수를 비롯, 성균관대 등 인근 대학에서 강사, 외부교수진을 영입
- 1940년 경성고등상업학교 교사를 인수하여 이전
- 1941년 부속병원 준공
- 1942년 제1회 졸업생 47명 배출
- 1948년 서울여자의과대학으로 승격
- 1957년 남녀공학으로 전환, 수도의과대학으로 교명 변경
- 1966년경, 광화문 소재 수도의대 부속 광화문 병원이 광화문 지하보도 건설 및 종로 확장으로 인하여 철거되었다.[4]
- 1967년 국학대학(國學大學)을 인수, 합병하여 종합대학 우석대학교로 개편
- 1971년 경영난에 부딪쳐 고려대학교에 합병. (정릉캠퍼스는 고려대학교 병설보건대학, 명륜동캠퍼스는 고려대학교 의과대학 및 대학부속병원으로 개편)